# Don Giovanni nel pollaio
Don Giovanni nel pollaio (Banty Raids) è un cortometraggio del 1963 diretto da Friz Freleng. È un cortometraggio animato della serie Merrie Melodies, prodotto dalla Warner Bros. e uscito negli Stati Uniti il 29 giugno 1963. I protagonisti del cartone animato sono Foghorn Leghorn, Barnyard Dawg.

## Distribuzione

### Edizione italiana
Il corto dispone di due doppiaggi italiani: uno eseguito negli anni ottanta, e uno eseguito negli anni duemila.